# Nhũ ảnh
Nhũ ảnh là một kỹ thuật chụp X quang đặc biệt dành cho tuyến vú thường được dùng trong hỗ trợ chẩn đoán các bệnh lý tuyến vú ở phụ nữ.
X quang là một xét nghiệm chẩn đoán đã có từ rất lâu và được dùng khá thường xuyên trong y khoa. Cũng như các kỹ thuật chụp X quang của những cơ quan khác, nhũ ảnh cũng dùng chùm tia X chiếu xuyên qua tuyến vú để ghi hình ảnh của tuyến vú lên phim. Tuy nhiên trong nhũ ảnh chùm tia X thường dùng là chùm tia có cường độ thấp và bước sóng dài hơn.
Hiện nay nhũ ảnh là một trong những phương tiện quan trọng để tầm soát và chẩn đoán sớm ung thư vú. Do đó ở nhiều nước trên thế giới, phụ nữ lớn tuổi được khuyến cáo nên chụp nhũ ảnh định kỳ (thông thường là mỗi năm một lần).

## Các loại nhũ ảnh
Nhũ ảnh tầm soát: chỉ định ở những phụ nữ không có triệu chứng gì ở vú nhằm mục đích phát hiện ung thư vú ở giai đoạn sớm, do đó nhũ ảnh tầm soát thường chỉ định ở những phụ nữ trên 35 – 40 tuổi và chụp định kỳ nhũ ảnh tầm soát mỗi 1- 2 năm. Đó là vì ở lứa tuổi này nguy cơ ung thư vú tăng lên. Lúc này mô tuyến vú cũng thoái hóa dần, mô tuyến giảm đi, thay vào đó là mô mỡ, thuận lợi hơn cho việc chụp và đọc kết quả nhũ ảnh.
Nhũ ảnh chẩn đoán: chỉ định ở những phụ nữ có những triệu chứng bất thường ở vú như nổi bướu, nổi cục trong vú, co kéo núm vú, tiết dịch núm vú v.v...

## Quy trình chụp nhũ ảnh
Bệnh nhân sẽ ngồi trước máy chụp, đặt vú của mình lên một mặt phẳng, sau đó sẽ có một tấm plastic phẳng và trong đè lên bên trên để ép chặt vú của bệnh nhân. Việc ép chặt tuyến vú nhằm những mục đích sau:
- Giúp dàn mỏng tuyến vú ra như thế mô tuyến vú sẽ quan sát được nhiều hơn.
- Dàn mỏng tuyến vú cũng giúp phát hiện những bất thường nhất là những sang thương nhỏ dễ dàng hơn.
- Chỉ phải dùng chùm tia X cường độ thấp, giảm nguy cơ do tia X gây ra cho cơ thể.
- Giữ chặt tuyến vú, tránh bị nhòe ảnh khi chụp.

Vì không có một tư thế nào có thể chụp hết được toàn bộ tuyến vú do đó sẽ có nhiều tư thế để chụp nhũ ảnh để lấy được hình ảnh đầy đủ của tuyến vú.
- Chụp tư thế trên dưới: nghĩa là chùm tia X sẽ đi từ trên xuống dưới, xuyên qua tuyến vú
- Chụp tư thế bên: nghĩa là chùm tia X sẽ đi từ một bên qua, từ trái sang phải hoặc ngược lại tùy theo vú bên nào.
- Chụp tư thế chếch bên: chùm tia đi chếch từ góc trên ngoài của vú xuống

## Những điều bệnh nhân cần lưu ý trước khi chụp nhũ ảnh
- Ở phụ nữ chưa mãn kinh chụp nhũ ảnh nên được thực hiện vào thời điểm 1 tuần sau khi dứt kinh. Vào thời điểm này nồng độ estrogen trong máu giảm xuống, tuyến vú bớt giữ nước và bớt căng hơn, do đó dễ quan sát hơn khi ghi hình
- Nếu bạn đã phẫu thuật nâng ngực và có đặt túi độn ngực thì bạn hãy báo cho bác sĩ
- Đừng sử dụng nước hoa, lotion, kem hoặc phấn vào vùng ngực và nách trước khi chụp nhũ ảnh vì điều này có thể gây những hình ảnh giả trên phim hay che lấp những tổn thương, làm sai lệch kết quả nhũ ảnh.

## Lợi ích và những hạn chế của nhũ ảnh

### Hạn chế
- Cần lưu ý nhũ ảnh cũng chỉ là một phần trong việc thăm khám tuyến vú. Nó không phải là tất cả. Nhũ ảnh không thể xác định tính lành ác của một sang thương ở vú, nó chỉ đưa ra những gợi ý giúp ích cho chẩn đoán thôi. Để chẩn đoán đúng bác sĩ sẽ phải khám tuyến vú và phải kết hợp với một số xét nghiệm khác như siêu âm tuyến vú, chọc hút tế bào bằng kim nhỏ hay sinh thiết sang thương ở vú.
- Đọc kết quả nhũ ảnh là một công việc khó khăn. Cần người bác sĩ có kinh nghiệm và chuyên môn cao. Khi đọc bác sĩ cần phải so sánh với những phim nhũ ảnh của những lần chụp trước, do đó khi chụp nhũ ảnh bạn nhớ đem theo những phim nhũ ảnh đã chụp.
- Âm tính giả khi chụp nhũ ảnh là điều có thể. Nghĩa là mặc dù nhũ ảnh kết luận không có bất thường gì trên tuyến vú thì vẫn có một tỉ lệ kết luận này là sai và có tổn thương ở vú mà nhũ ảnh không phát hiện được. Tuy nhiên tỉ lệ này không cao và thường gặp hơn ở phụ nữ chưa mãn kinh và nhất là phụ nữ trẻ. Đó là vì lúc này mô tuyến vú thường dày đặc hơn và có thể che lấp các tổn thương.
- Dương tính giả: trong bệnh ung thư vú, nhũ ảnh không chỉ là một xét nghiệm chẩn đoán và nó còn có vai trò quan trọng là một xét nghiệm tầm soát ung thư. Với một xét nghiệm tầm soát ung thư, nghĩa là xét nghiệm đó được thực hiện trên một dân số lớn nhằm tìm ra những trường hợp ung thư hay nghi ngờ ung thư. Điều này đòi hỏi xét nghiệm đó phải có độ nhạy cao nhằm không bỏ sót bệnh. Nó cũng dẫn đến bất lợi là sẽ có nhiều trường hợp nhũ ảnh cho kết quả nghi ngờ bị ung thư nhưng thực chất không phải vậy. Kết quả dương tính giả này có thể mang lại tâm lý không tốt cho người phụ nữ, ảnh hưởng đến cuộc sống của họ.

### Lợi ích
- Nhũ ảnh sẽ hỗ trợ phát hiện những khối bướu nhỏ ở vú. Với ung thư, điều này rất có ý nghĩa vì khi phát hiện bướu ác tính lúc nó còn nhỏ, còn ở giai đoạn sớm thì cơ may điều trị khỏi bệnh sẽ cao hơn.
- Đặc biệt hiện chỉ có nhũ ảnh được chứng minh có hiệu quả trong phát hiện những ung thư vú tại chỗ, đặc biệt là loại carcinôm ống tuyến vú tại chỗ, nghĩa là chưa xâm lấn. Với giai đoạn này khả năng trị khỏi hoàn toàn là rất cao và trong đa số trường hợp có thể phẫu thuật bảo tồn tuyến vú cho người bệnh.
- Không gây nhiễm xạ cho người được chụp
- Tia X trong chụp nhũ ảnh hầu như không gây tác hại gì.

## Mời xem thêm
1. Ung thư vú
2. Tuyến vú